# جغرافیای هلسینکی

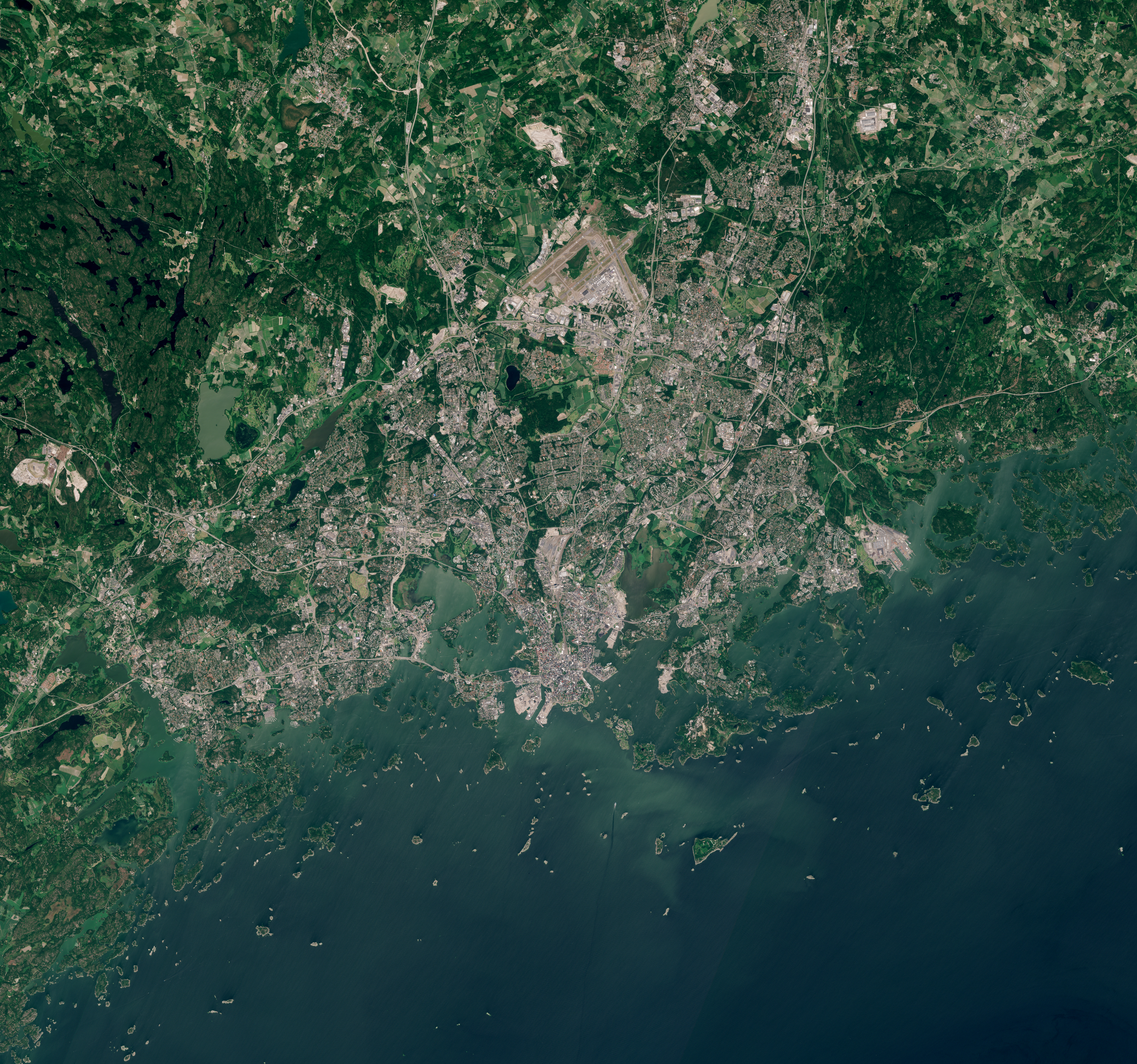
تصویر ماهواره‌ای از هلسینکی

مساحت هلسینکی ۶۸۶ کیلومتر مربع (۲۶۵ مایل مربع) است. از این مقدار ۱۸۶ کیلومتر مربع (۷۲ مایل مربع) زمین و ۵۰۰ کیلومتر مربع (۱۹۰ مایل مربع) آن آب است. هلسینکی در این مختصات واقع شده‌است:۶۰°۱۰′ شمالی ۲۴°۵۶′ شرقی / ۶۰٫۱۶۷°شمالی ۲۴٫۹۳۳°شرقی.

## تقسیمات فرعی
این فهرستی از محله‌ها و ناحیه‌ها در شهر هلسینکی است.
- آلپیکوله
- آلپپیلا
- آرابیان‌رانتا
- آورینکلاهتی
- ایرا، هلسینکی
- هاگا، هلسینکی
- هاکانیمی
- هاکونینماآ
- هاریو، هلسینکی
- هیکین‌لااکسو
- هرماننی
- هرتتونیمی
- هیتالاهتی، هلسینکی
- گورستان هیتانیمی
- هوئوپالاهتی
- ایته‌کسکوس
- یاکمکی
- یوللاس، هلسینکی
- یتکساری
- کارتینکااوپونکی
- کایووپوئیستو
- کالاساتاما
- کاللاهتی
- کاللیو
- کامپی
- کاننلمکی
- کارهوساری
- کاتایانوککا
- کیوی‌هاکا
- کیویککو
- کلووی
- کنالا
- کنتولا، هلسینکی
- کسکلا
- کرونون‌هاکا
- لایاسالو
- کولساری
- کومپولا
- کارلا، هلسینکی
- کورکیمکی
- کوسیساری
- کپوله
- لااکسو
- لندبو
- لاسسیلا
- ویککی
- لاوتتاساری
- لهتیساری
- مالمی
- مالمینکارتانو
- ماریانیمی
- مااونولا
- مانوننوا
- می‌لاهتی
- مللون‌‌مکی
- مری-راستیلا
- متسله
- مونکنیمی
- میوللی‌پورو
- اولونکوله
- پایامکی
- پاکیلا
- پالوهینه
- پاسیلا
- پیهلایامکی
- پیهلایستو
- پیککوهووپالاهتی
- پیتینمکی
- پوئیستولا
- پوکینمکی
- پواوتیلا
- پواوتین‌هاریو
- پوناووری
- راستیلا
- ریمارلا
- روی‌هووری
- روهولاهتی
- روسکیاسوو
- سانتاهامینا
- سیلتامکی
- سوئومن‌لینا
- سورمتسه
- سواوتاریلا
- تاممیسالو
- تاپانیلا
- تاپانین‌کوله
- تاپولیکااوپونکی
- ترپپارینمکی
- تواوکولا
- تواومارینکوله
- تولوی پائین (هلسینکی)
- تولوی بالا (هلسینکی)
- اولانلینا
- واللیلا
- وانهاکاوپونکی
- وارتیوهاریو
- وسالا
- ویککی
- واوساری
- اوسترسوندوم

## اقلیم
- میانگین دما (۲۰۰۱): +۵٫۹ درجه سانتی گراد (۴۲ درجه فارنهایت)
- گرم‌ترین ماه، جولای، میانگین دما: +۱۷٫۲ درجه سانتی گراد (۶۳ درجه فارنهایت)
- سردترین ماه، فوریه، میانگین دما: -۴٫۷ درجه سانتی گراد (۲۳ درجه فارنهایت)

| داده‌های اقلیم مرکز شهر هلسینکی                                                    | داده‌های اقلیم مرکز شهر هلسینکی | داده‌های اقلیم مرکز شهر هلسینکی | داده‌های اقلیم مرکز شهر هلسینکی | داده‌های اقلیم مرکز شهر هلسینکی | داده‌های اقلیم مرکز شهر هلسینکی | داده‌های اقلیم مرکز شهر هلسینکی | داده‌های اقلیم مرکز شهر هلسینکی | داده‌های اقلیم مرکز شهر هلسینکی | داده‌های اقلیم مرکز شهر هلسینکی | داده‌های اقلیم مرکز شهر هلسینکی | داده‌های اقلیم مرکز شهر هلسینکی | داده‌های اقلیم مرکز شهر هلسینکی | داده‌های اقلیم مرکز شهر هلسینکی |
| ماه                                                                               | ژانویه                         | فوریه                          | مارس                           | آوریل                          | مه                             | ژوئن                           | ژوئیه                          | اوت                            | سپتامبر                        | اکتبر                          | نوامبر                         | دسامبر                         | سال                            |
| --------------------------------------------------------------------------------- | ------------------------------ | ------------------------------ | ------------------------------ | ------------------------------ | ------------------------------ | ------------------------------ | ------------------------------ | ------------------------------ | ------------------------------ | ------------------------------ | ------------------------------ | ------------------------------ | ------------------------------ |
| سابقهٔ بیش‌ترین °C (°F)                                                             | ۸٫۵ (۴۷)                       | ۱۱٫۸ (۵۳)                      | ۱۷٫۱ (۶۳)                      | ۲۱٫۹ (۷۱)                      | ۲۹٫۶ (۸۵)                      | ۳۲٫۰ (۹۰)                      | ۳۳٫۲ (۹۲)                      | ۳۱٫۲ (۸۸)                      | ۲۶٫۲ (۷۹)                      | ۱۹٫۴ (۶۷)                      | ۱۱٫۶ (۵۳)                      | ۱۰٫۰ (۵۰)                      | ۳۳٫۲ (۹۲)                      |
| میانگین بیش‌ترین °C (°F)                                                           | −۱٫۳ (۳۰)                      | −۱٫۹ (۲۹)                      | ۱٫۶ (۳۵)                       | ۷٫۶ (۴۶)                       | ۱۴٫۴ (۵۸)                      | ۱۸٫۵ (۶۵)                      | ۲۱٫۵ (۷۱)                      | ۱۹٫۸ (۶۸)                      | ۱۴٫۶ (۵۸)                      | ۹٫۰ (۴۸)                       | ۳٫۷ (۳۹)                       | ۰٫۵ (۳۳)                       | ۹ (۴۸٫۳)                       |
| میانگین روزانه °C (°F)                                                            | −۳٫۹ (۲۵)                      | −۴٫۷ (۲۴)                      | −۱٫۳ (۳۰)                      | ۳٫۹ (۳۹)                       | ۱۰٫۲ (۵۰)                      | ۱۴٫۶ (۵۸)                      | ۱۷٫۸ (۶۴)                      | ۱۶٫۳ (۶۱)                      | ۱۱٫۵ (۵۳)                      | ۶٫۶ (۴۴)                       | ۱٫۶ (۳۵)                       | −۲٫۰ (۲۸)                      | ۵٫۸۸ (۴۲٫۶)                    |
| میانگین کم‌ترین °C (°F)                                                            | −۶٫۵ (۲۰)                      | −۷٫۴ (۱۹)                      | −۴٫۱ (۲۵)                      | ۰٫۸ (۳۳)                       | ۶٫۳ (۴۳)                       | ۱۰٫۹ (۵۲)                      | ۱۴٫۲ (۵۸)                      | ۱۳٫۱ (۵۶)                      | ۸٫۷ (۴۸)                       | ۴٫۳ (۴۰)                       | −۰٫۶ (۳۱)                      | −۴٫۵ (۲۴)                      | ۲٫۹۳ (۳۷٫۴)                    |
| سابقهٔ کم‌ترین °C (°F)                                                              | −۳۴٫۳ (−۳۰)                    | −۳۱٫۵ (−۲۵)                    | −۲۴٫۵ (−۱۲)                    | −۱۶٫۳ (۳)                      | −۴٫۸ (۲۳)                      | ۰٫۷ (۳۳)                       | ۵٫۴ (۴۲)                       | ۲٫۸ (۳۷)                       | −۴٫۵ (۲۴)                      | −۱۱٫۶ (۱۱)                     | −۱۸٫۶ (−۱)                     | −۲۹٫۵ (−۲۱)                    | −۳۴٫۳ (−۳۰)                    |
| بارندگی میلی‌متر (اینچ)                                                            | ۵۲ (۲٫۰۵)                      | ۳۶ (۱٫۴۲)                      | ۳۸ (۱٫۵)                       | ۳۲ (۱٫۲۶)                      | ۳۷ (۱٫۴۶)                      | ۵۷ (۲٫۲۴)                      | ۶۳ (۲٫۴۸)                      | ۸۰ (۳٫۱۵)                      | ۵۶ (۲٫۲)                       | ۷۶ (۲٫۹۹)                      | ۷۰ (۲٫۷۶)                      | ۵۸ (۲٫۲۸)                      | ۶۵۵ (۲۵٫۷۹)                    |
| بارش برف سانتی‌متر (اینچ)                                                          | ۲۰ (۷٫۹)                       | ۲۴ (۹٫۴)                       | ۱۵ (۵٫۹)                       | ۰٫۴ (۰٫۲)                      | ۰ (۰)                          | ۰ (۰)                          | ۰ (۰)                          | ۰ (۰)                          | ۰ (۰)                          | ۰ (۰)                          | ۳ (۱٫۲)                        | ۱۰ (۳٫۹)                       | ۷۲٫۴ (۲۸٫۵)                    |
| میانگین روزانه ساعت‌های تابش آفتاب                                                 | ۳۸                             | ۷۰                             | ۱۳۸                            | ۱۹۴                            | ۲۸۴                            | ۲۹۷                            | ۲۹۱                            | ۲۳۸                            | ۱۵۰                            | ۹۳                             | ۳۶                             | ۲۹                             | ۱٬۸۵۸                          |
| منبع شماره ۱: Climatological statistics for the normal period 1981–2010           |                                |                                |                                |                                |                                |                                |                                |                                |                                |                                |                                |                                |                                |
| منبع شماره ۲: Helsinki, Kaisaniemi: climatological table (data source: open data) |                                |                                |                                |                                |                                |                                |                                |                                |                                |                                |                                |                                |                                |